# London Stock Exchange
London Stock Exchange nebo zkráceně LSE je akciová burza se sídlem v Londýně, Spojené království. Založena byla v roce 1801 a nyní je jednou z největších burz na světě. Na burze je kromě britských akciových společností zalistována i řada zahraničních firem. LSE je součástí společnosti London Stock Exchange Group plc.

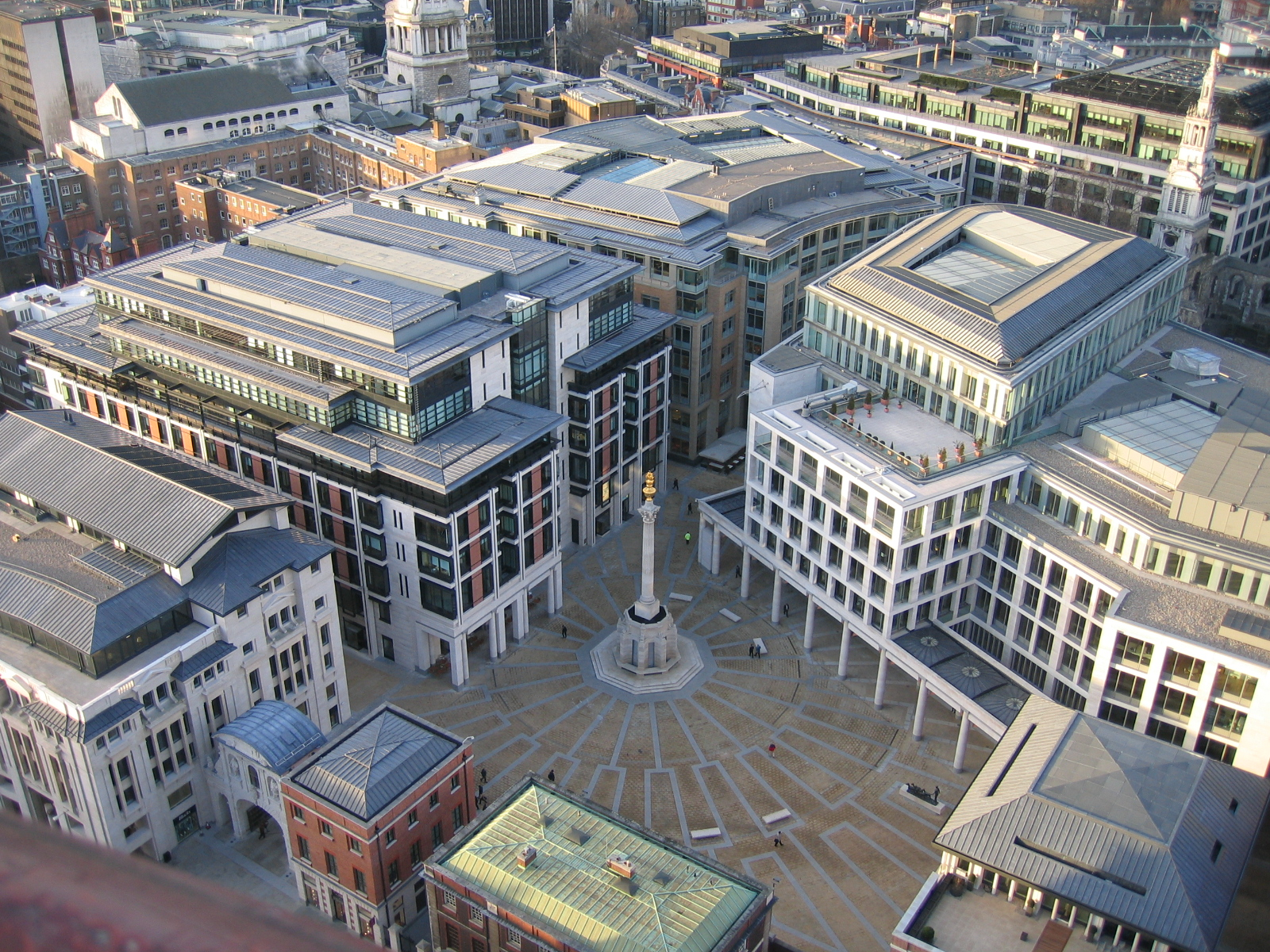
Současné sídlo burzy na náměstí náměstí Paternoster focené z katedrály Svatého Pavla v City.

## Historie
Oficiálně byla Londýnská burza založena v roce 1801, však ve skutečnosti se historie obchodování s cennými papíry v Anglii začala psát ve XVI. století. Anglické společnosti, které nebyly schopny financovat drahé cesty do Číny z vlastního kapitálu, sbíraly podle podobného modelu v Antverpách zlato výměnou za podíl na budoucím zisku společnosti.
V roce 1687 patnáct společností obchodovalo se svými vlastními cennými papíry v Londýně. V roce 1695 bylo jich již kolem 150 společností.  Ve výsledku malá část těchto akcií byla aktivně obchodována, mnoho společností se ukázalo jako neživotaschopné. Anglická bublina IPO z 1690. let se někdy srovnává s bublinou dot-com z 1990. let.
Hlavním indexem Londýnské burzy je FTSE100, který byl spuštěn 3. ledna roku 1984. Tento shromažďuje první stovku společností s největší kapitalizací kotovaných na Londýnské akciové burze.
V roce 2020 činily celkové příjmy Londýnské akciové burzy 2124 milionů liber (2056 milionů liber v roce 2019). Před rokem 2021 připadalo na Londýnskou akciovou burzu kolem 50 procent mezinárodního obchodování s akciemi. V roce 2021 činil průměrný denní obrat akcií na Londýnské akciové burze 8,6 miliard eur.